# Птичья Агада

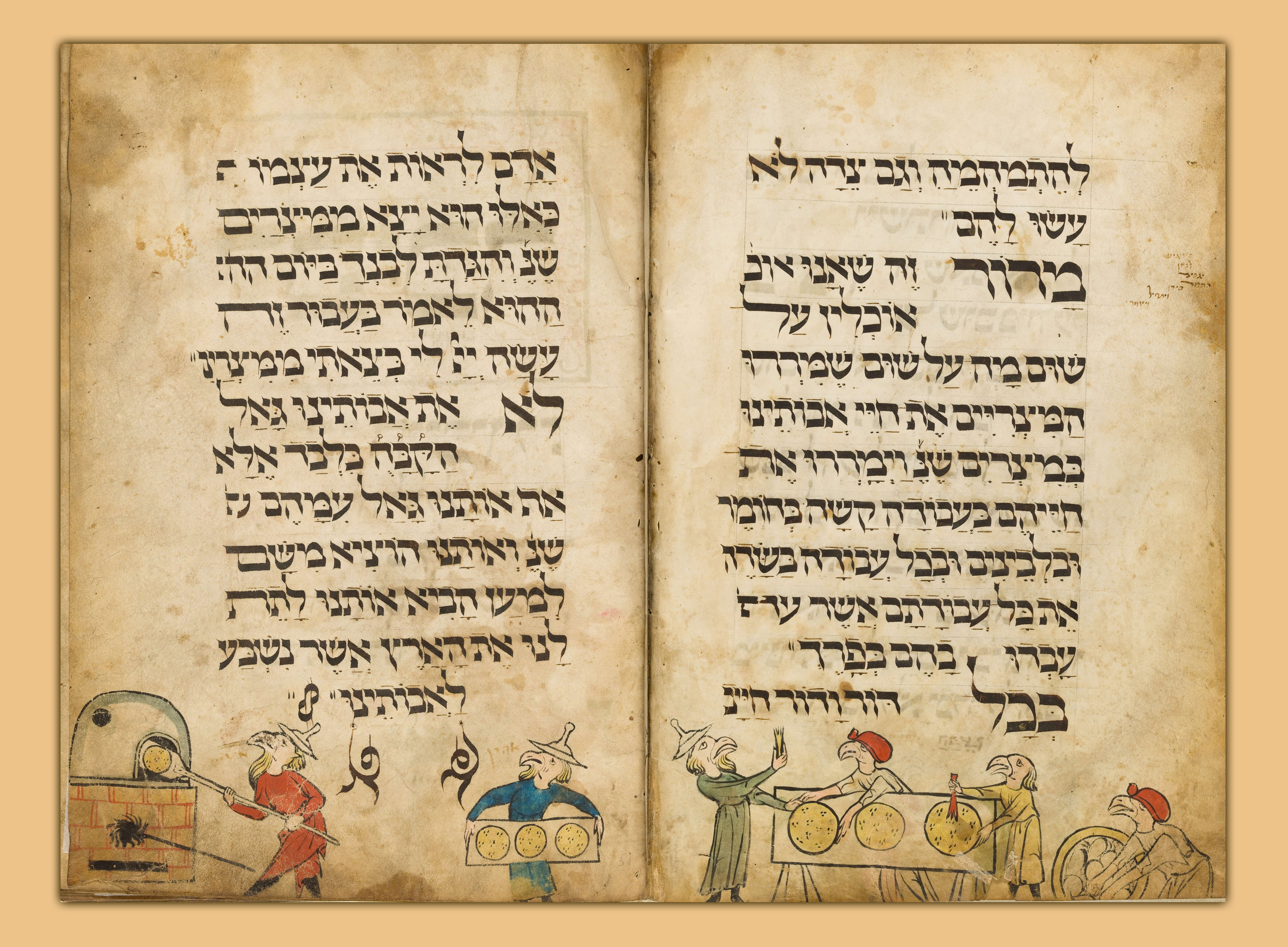
Фрагмент Агады, показывающий изготовление мацы. Мужские персонажи носят колпаки, которые они были обязаны носить по европейскому закону

Птичья Агада — древняя ашкеназская иллюминированная рукопись Пасхальной Агады. Примечательная особенность — наличие у всех персонажей-евреев птичьих голов вместо человеческих. В настоящее время находится в Израильском музее на постоянной экспозиции.

## Описание
Иллюминированный манускрипт был создан в Южной Германии около 1300 года. Софера, создавшего манускрипт, звали Менахем, что исследователи выяснили по графически выделенному сочетанию «מנחם» в слове «מֻנָּחִים» (Мунахим).
Сохранилось 47 страниц из 50. Начало и конец книги содержат миниатюры на весь разворот. 33 страницы содержат иллюстрации, показывающие традиции праздника Песах и сюжет Исхода. Каждая страница содержит 12 строчек текста на иврите. Для создания рукописи были использованы чёрные и коричневые чернила, темпера и пергамент.

## Теории
Существуют различные теории относительно изображения евреев в качестве птиц и представления неевреев безликими.
Эксперты сошлись во мнении, что таким образом автор соблюдал вторую из десяти заповедей, «Да не будет у тебя других богов», трактуемую как строгий запрет на изготовление идолов, в который, в том числе, может входить и простое изображение людей. Со временем в иудаизме запрет на изображение людей стал более мягким, несмотря на то, что консенсуса по данному вопросу среди религиозных авторитетов нет. Однако создание скульптур неизменно находится под строжайшим запретом (любая скульптура считается «идолом»).
Также у некоторых персонажей можно заметить уши.

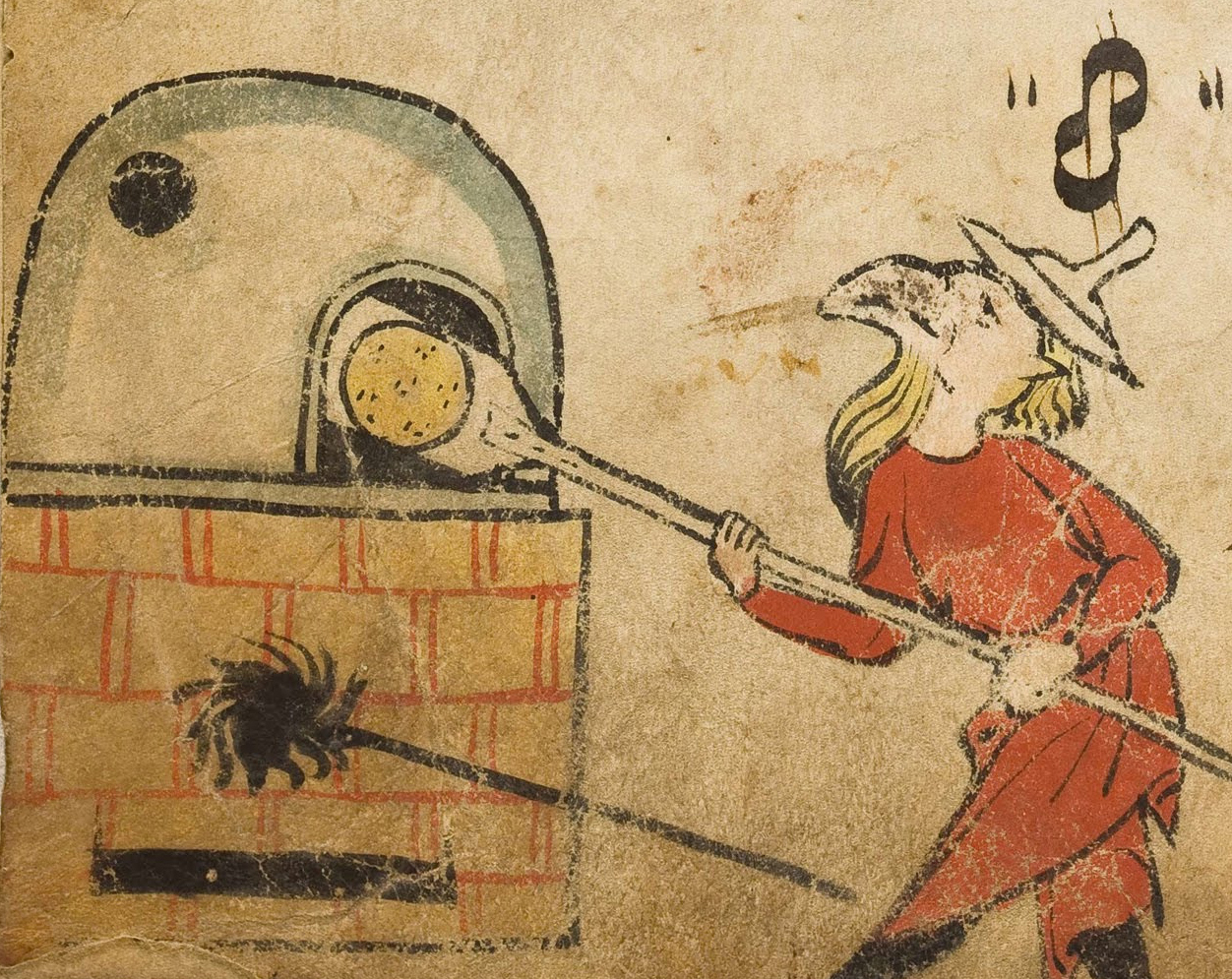
Фрагмент Агады, на котором отчётливо видно наличие ушей у персонажа

Рут Меллинкофф идентифицировала эти уши как свиные и на основании этого факта сделала вывод, что художник, иллюстрировавший Агаду, был христианином-антисемитом. (Текст переписал еврей, но иллюстрации доверили иноверцу.) Клюв символизирует «длинный нос», а изображение евреев как хищных птиц (животных некошерных и, следовательно, не почитаемых у евреев) подтверждает эту версию.
Марк Эпстейн, с другой стороны, придерживается противоположного мнения: уши указывают на то, что головы принадлежат не птицам, а грифонам, гибридам льва и орла. Это, по мнению Эпстейна, частый мотив в еврейской иконографии . Лев — символ колена Иуды, которое, в свою очередь, символизирует благодарность Богу. Орёл — символ Римской империи. Из этого следует, что евреи диаспоры осознавали себя и как евреи, и как граждане империи. Также лев, орёл и человек являются частью Меркавы.
Мейер Шапиро также придерживается позиции еврейского происхождения художника. Тот был обучен готическому стилю того времени и уверенно его использовал, но «не был впереди всех» современных ему художников; манускрипт, «в наше время такой выдающийся, в своё время был обыденным предметом искусства». Кроме того, Шапиро считает, что художник изобразил именно головы орлов. Это подкрепляется пассажами из Ветхого Завета, где еврейский народ сравнивается с орлами, к примеру Исх. 19:4, имеющий прямое отношение к сюжету Исхода, и Втор. 32:11, 12.
Эпстейн аналогично ставит под сомнение то обстоятельство, что гипотеза Меллинкофф предполагает, будто заказчики-евреи одобрили антисемитские карикатуры в качестве иллюстраций к Агаде.
Кэрол Земель считает, что подобное изображение еврейского народа, празднующего исход из Египта, — это ироническая аллюзия на египетских идолов.

## История владения
История «миграции» манускрипта, начиная со времён создания, доподлинно неизвестна. В XX веке рукопись была во владении семьи Джоанны Бенедикт. Агада была вручена в качестве свадебного подарка новому мужу Джоанны, немецкому юристу еврейского происхождения Людвигу Маруму. Марум хранил Агаду на своём рабочем месте. Вследствие ареста и последующей депортации Людвига нацистами в 1933 году манускрипт исчезает. В 1946 году книга, оказавшаяся во владении немецко-еврейского беженца Герберта Кана, продаётся национальному музею «Бецалель» (который позже станет Израильским музеем) за 600 долларов.
Шимон Джесельсон, коллега Марума, который эмигрировал в Израиль после Второй мировой войны, прочитал о сделке между Каном и музеем и вспомнил про Агаду, которую наблюдал во владении Марума. Джесельсон написал дочери Марума о местонахождении семейной реликвии. В 1984 году Элизабет, жительница Нью-Йорка, прибыла в Израиль и увидела манускрипт собственными глазами. После этого она написала письмо музею, в котором заявила, что Кан «не имел права продавать» Агаду, принадлежащую её семье, но что она позволит музею размещать у себя манускрипт «во благо общественности». Со слов её дочери, Элизабет не знала, что может вернуть Агаду назад, поэтому даже не пыталась.

### Судебное разбирательство о владении Агадой

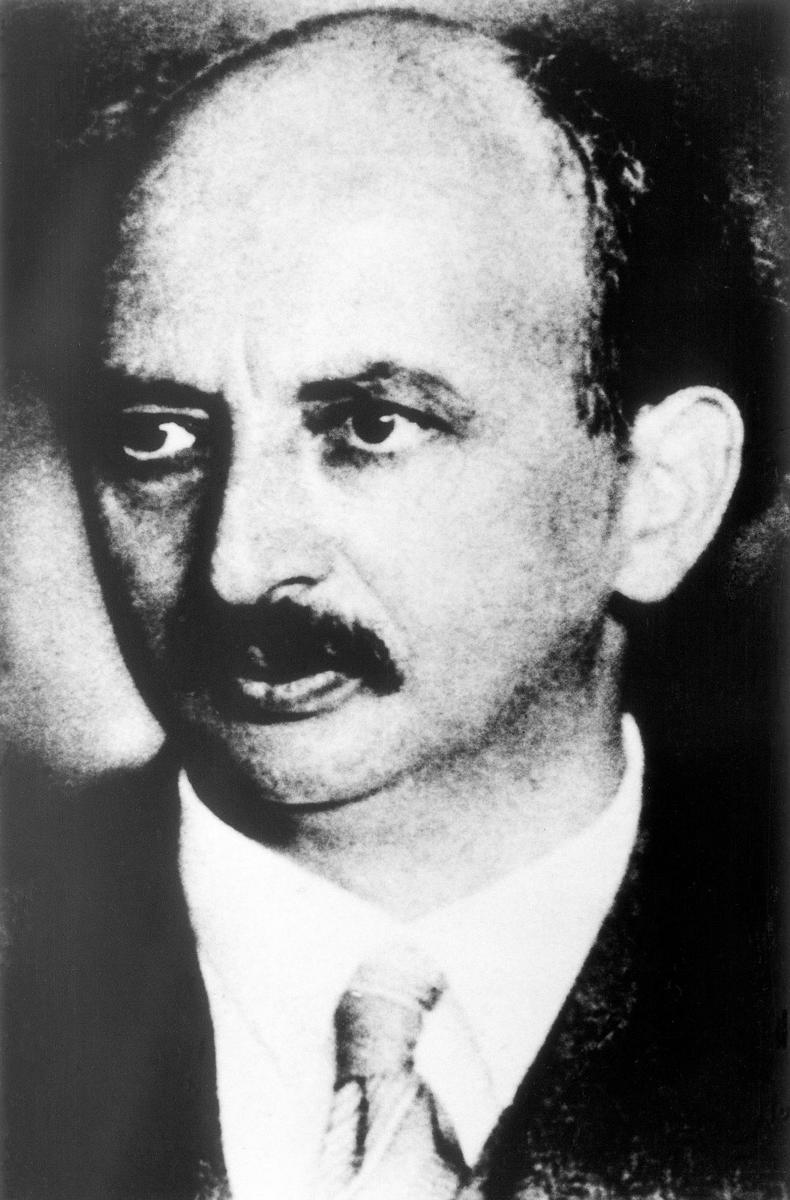
Людвиг Марум

В 2016 внуки Марума во главе с 75-летним Эли Барлизай начали требовать компенсацию в суде США в Манхэттене, заявляя, что Агада была продана без разрешения семьи. Барзилай участвовал в юридической кампании Рэндола Шенберга по возвращению украденных нацистами произведений искусства. Семья требует 10 миллионов долларов компенсации (похожая средневековая Агада была продана за 8,3 миллионов в 2021 году).
Представитель Израильского музея отвергает претензии, настаивая на том, что Элизабет Марум сама написала письмо, в котором разрешает хранить Агаду в музее как экспонат. Также музей потребовал предоставить документальные данные о том, каким образом Агада оказалась у Кана, чтобы обвинения о незаконном приобретении реликвии музеем имели вес.
Семейство обнаружило только косвенные доказательства; в 2016 было получено более 1000 документов от немецких историков из Карлсруэ, свидетельствующих о том, что Кан был учителем с плохим заработком и не мог приобрести Агаду.

## Переиздания
В 1965 и 1967 вышли два тома факсимильного издания Агады, осуществлённого в Израиле под редактурой М. Шпитцера. После этого артефакт привлёк внимание по всему миру.
В 1997 году Koren Publishers совместно с Израильским музеем издали The Haggada of Passover: With Pop-Up Spreads. Продукт представляет собой детскую книжку с выдвижными объёмными элементами. Текст оригинала сопровождён переводом на английский Книжка была переиздана в 2008 и 2012 годах.